# James Lamsdell
James Lamsdell est un géologue, paléontologue et paléobiologiste anglais, professeur associé à l'université de Virginie-Occidentale, aux États-Unis, spécialiste des Arthropodes aquatiques fossiles, en particulier de l'ordre des Euryptérides, un groupe d'Arthropodes Chélicérates communément appelés « scorpions de mer. »

## Biographie
Enfant, James Lamsdell s'intéresse déjà à la paléontologie et adhère successivement à Rockwatch (en) puis à la Palaeontological Association.

De 2004 à 2007, il étudie la géologie et la biologie à l'université de Birmingham. De 2008 à 2009, il étudie la paléobiologie à l'université de Bristol : c'est là qu'il s'intéresse pour la première fois aux Euryptérides. En 2010, il rejoint l'université du Kansas aux États-Unis pour entamer un travail de doctorat sur la phylogénie des Arthropodes, sous la direction du paléontologue Paul Antony Selden.

Il obtient sa thèse en 2014 et intègre l'université Yale en tant que postdoctorant associé à l'équipe du paléontologue Derek Briggs. Dans ce cadre, en 2015, il découvre et décrit avec Derek Briggs, Huaibao P. Liu, Brian J. Witzke et Robert M. McKay, la plus ancienne espèce d'Euryptérides connue, Pentecopterus decorahensis,.

En 2016, il obtient une bourse du Lerner-Gray Fund for Marine Research et rejoint le musée américain d'histoire naturelle en tant que stagiaire postdoctorant, où il travaille avec la paléobiologiste Melanie Hopkins.

En 2017, il rejoint l'université de Virginie-Occidentale en tant que professeur associé de paléobiologie, où il sera titularisé en 2021.

En 2020, il est récompensé par la National Science Foundation CAREER Award (en) et obtient une bourse de 532 000 dollars pour poursuivre ses recherches et développer des cours interactifs sur l'évolution pour les élèves américains du primaire au secondaire.

En 2022, son nom est attribué à nouvelle espèce d'Euryptéride : Hibbertopterus lamsdelli, découverte dans des dépôts du Carbonifère au Nouveau-Mexique,.

## Prix et récompenses
- En 2016, il obtient une bourse du Lerner-Gray Fund for Marine Research.
- En 2020, il est récompensé par la National Science Foundation CAREER Award (en).
- En 2022, son nom est donné à une nouvelle espèce d'Euryptéride : Hibbertopterus lamsdelli.

## Publications
James Lamsdell a publié plus de 60 articles dans des revues scientifiques avec comité de lecture : Geobios, Geological Magazine ; Journal of Paleontology ; Palaeogeography, Palaeoclimatology, Palaeoecology ; Paleobiology ; Papers in Palaeontology ; Yale Peabody Museum Bulletin, etc.
Parmi les publications remarquables, on peut citer :
- The systematics and phylogeny of the Stylonurina (Arthropoda: Chelicerata: Eurypterida), cosigné en 2010 avec SJ Braddy et OE Tetlie OE, dans lequel il propose une nouvelle classification de l'ensemble du sous-ordre des Stylonurina[9].
- Redescription of Drepanopterus pentlandicus Laurie 1892, the earliest known mycteropoid (Chelicerata: Eurypterida) from the early Silurian (Llandovery) of the Pentland Hills, Scotland, rédigé en 2012, dans lequel il décrit une nouvelle espèce du genre Drepanopterus : D. odontospathus[10].
- The oldest described eurypterid: a giant Middle Ordovician (Darriwilian) megalograptid from the Winneshiek Lagerstätte of Iowa, cosigné en 2015 avec DEG Briggs DEG, HP Liu, BJ Witzke et RM McKay, dans lequel il décrit la plus ancienne espèce d'Euryptérides connue[11].